# Carlos Baguer
Carlos (také Carles) Baguer i Mariner (březen 1768 Barcelona – 29. února 1808 tamtéž) byl španělský varhaník a hudební skladatel.

## Život
Carlos Baguer se narodil v Barceloně v březnu roku 1768. Základní hudební vzdělání získal od svého strýce Francesca Marinera, který byl skladatelem a varhaníkem v barcelonské katedrále. Stal se zastupujícím varhaníkem v téže katedrále a po smrti svého strýce v roce 1789 jej vystřídal na místě prvního varhaníka. Byl vysvěcen na kněze, ale v roce 1801 se svěcení vzdal. Jako varhaník katedrály pak působil až do své smrti.
Byl znám jako vynikající varhaník a improvizátor. Byl vyhledávaným učitelem hry na varhany. Z jeho žáků vynikli zejména Mateu Ferrer (který jej později nahradil ve funkci prvního varhaníka) a Ramon Carnicer.
Zemřel 29. února 1808 v Barceloně, v týž den, kdy francouzská vojska okupovala Barcelonu v průběhu Španělské války za nezávislost.

## Dílo
Nejvýznamnějšími Baguerovými skladbami je jeho devatenáct symfonií, které jej řadí mezi nejvýznamnější skladatele symfonické hudby Španělska. Většina těchto děl vykazuje vliv italských a německých mistrů, zejména Josepha Haydna a Ignaze Josepha Pleyela. Rovněž zkomponoval koncert pro dva fagoty, koncert pro anglický roh (který je nyní ztracen), sérii šesti duet pro flétnu a mnoho skladeb pro klávesové nástroje.
Jako katedrální varhaník složil velké množství chrámové hudby a oratorií. Je autorem jediné opery La principessa filosofa, která měla premiéru v barcelonském divadle Principal Teatre v roce 1797.

## Literatura

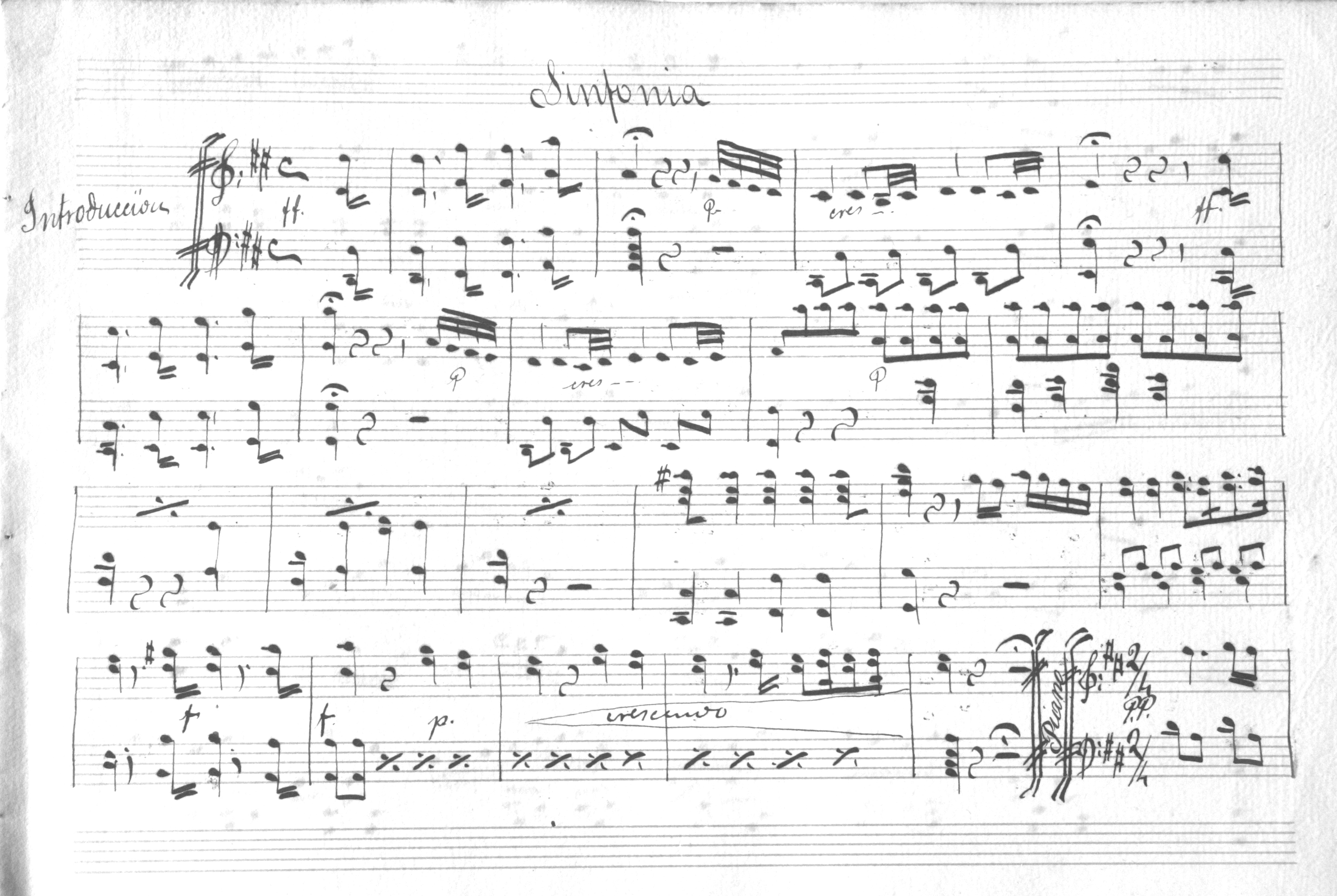
Rukopis klavírního výtahu jedné ze symfonií.